# فيجوادا
الفيجوادا هي تسمية عامة تطلق على أطباق مطابخ الدول الناطقة باللغة البرتغالية مثل البرتغال والرأس الأخضر والبرازيل وغوا وأنغولا وموزمبيق وماكاو. الفيجوادا هي طبق يتكون من حساء الفاصولياء، عامة باللحم وغالبا ما تتناول مع الأرز. هي طبق أصوله تعود إلى شمال البرتغال، وتعد اليوم من أكثر الأطباق تمثيلا للمطبخ البرازيلي. 
في البرتغال، يتم تحضيرها بالفصولياء البيضاء في المنطقة الشمالية الغربية (مينيو Minho ودورو ليتورال Douro Litoral) أو الفصولياء الحمراء في المنطقة الشمالية الشرقية (Trás-os-Montes) وعامة تضمن أيضا خضروات أخرى (مثل الطماطم والجزر والبراسيكا البرية) بالإضافة إلى لحم البقر أو الخنزير، قد تضاف لحوم أخرى مثل سجق شوريصو 
في البرازيل، تحضَّر بالفصولياء السوداء وأنواع عديدة من لحوم الخنزير والبقر، وتصل للطاولة مرافقة بالأرز الأبيض والفاروفا والبراسيكا المقلية وشرائح البرتقال، إلى جانب مكونات أخرى. في البرتغال، يُعرف هذا الطبق أيضا بـ الفيجوادا على الطريقة البرازيلية وتوجد أحيانا هذا النوع من الفيجوادا في القوائم في مطاعم برتغالية بجانب أنواع الفيجوادا برتغالية الأصل.

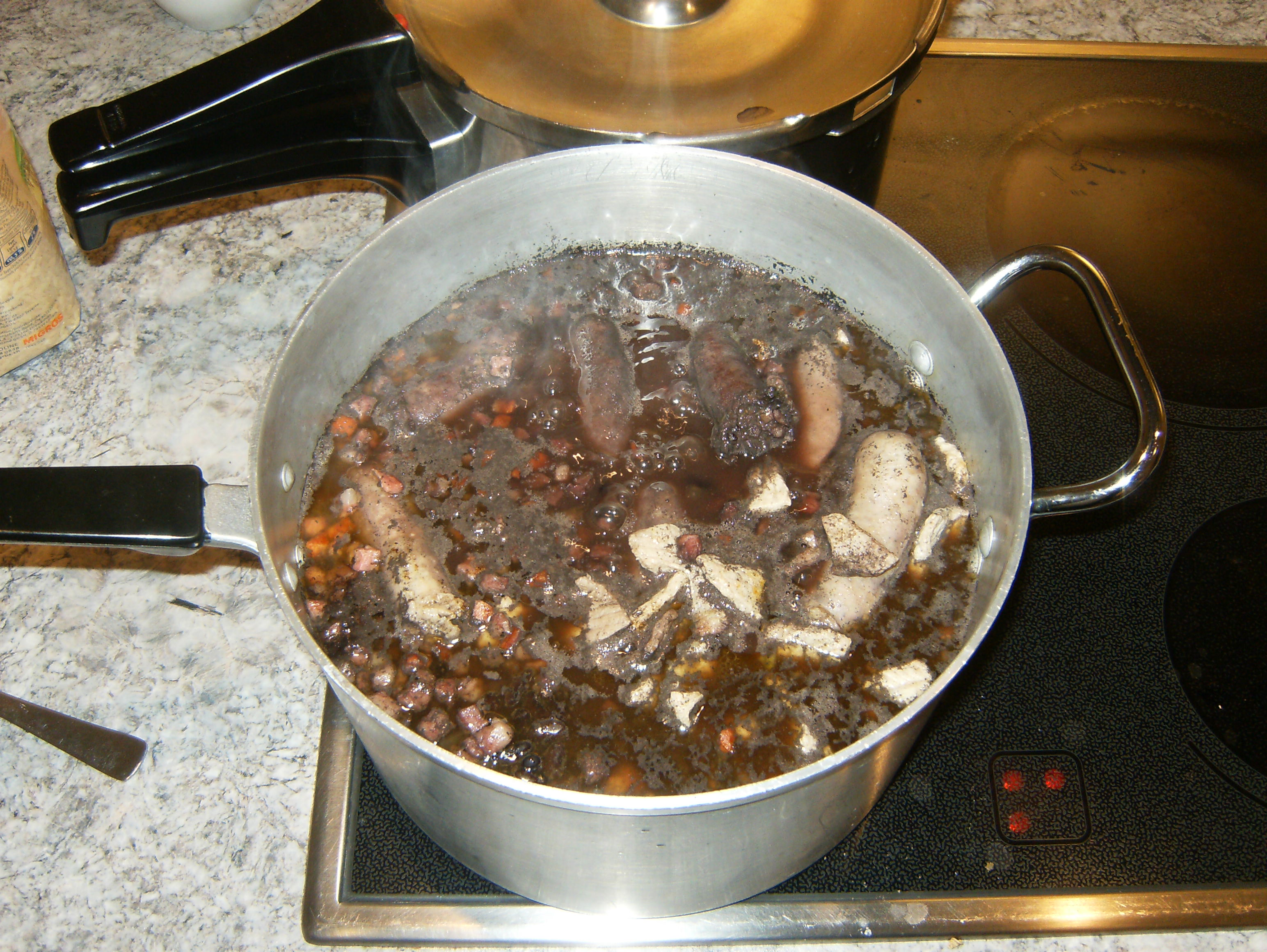
فيجوادا في الوعاء جاهزة للتقديم

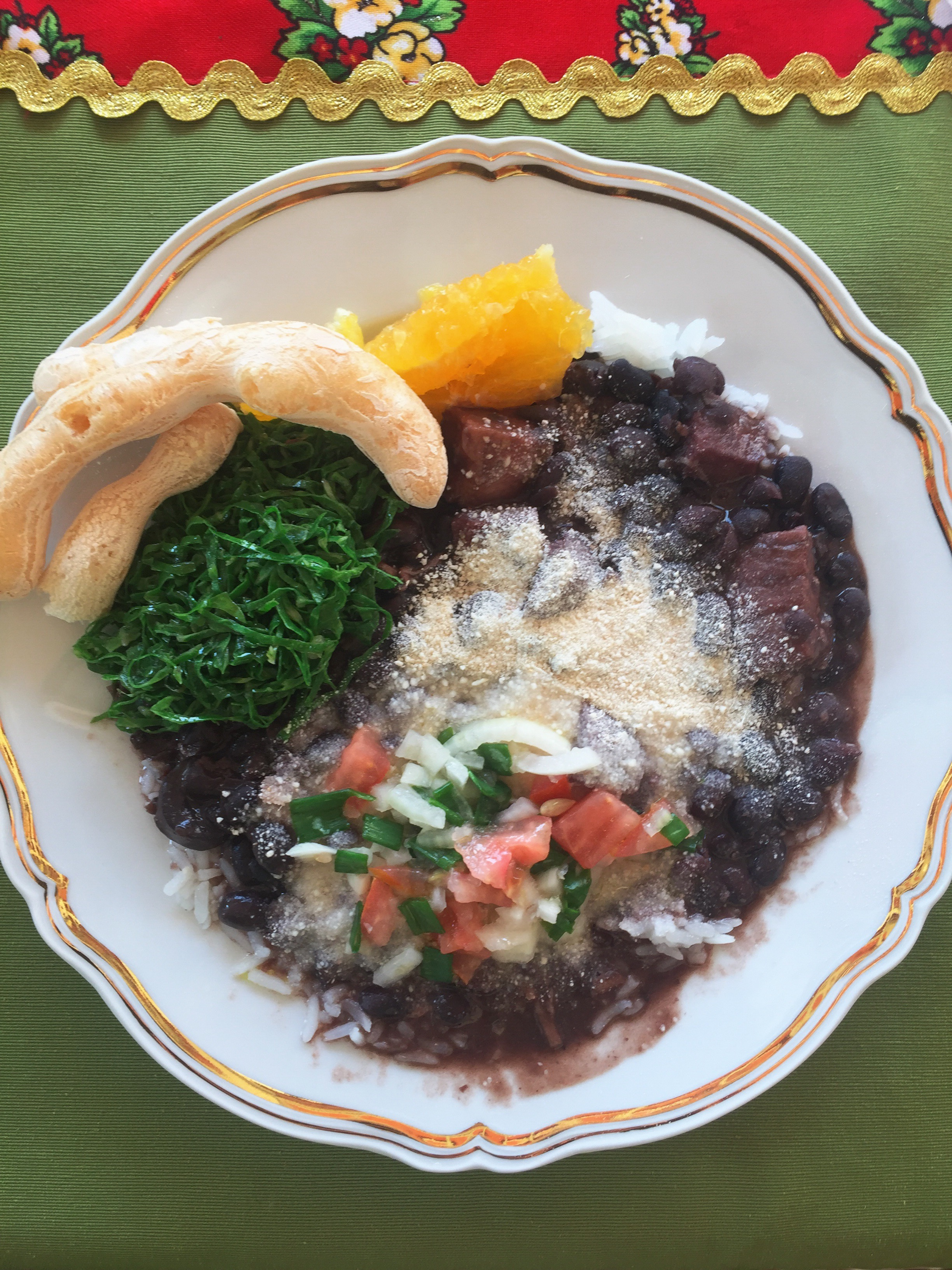
طبق فيجوادا في ميناس جرايس بالمرافقات التقليدية: الأرز والكرنب الأجعد المقلي (كوفي) وشرائح البرتقال ومزيج من زيت الزيتون وخل الكحول والطماطم والبصلة وأحيانا الفلفل الحلو (فيناكراتشي) وطحين البفرة (فارينيا).